# Gamasomorpha jeanneli
Gamasomorpha jeanneli là một loài nhện trong họ Oonopidae.
Loài này thuộc chi Gamasomorpha. Gamasomorpha jeanneli được miêu tả năm 1936 bởi Fage.